# Окалина

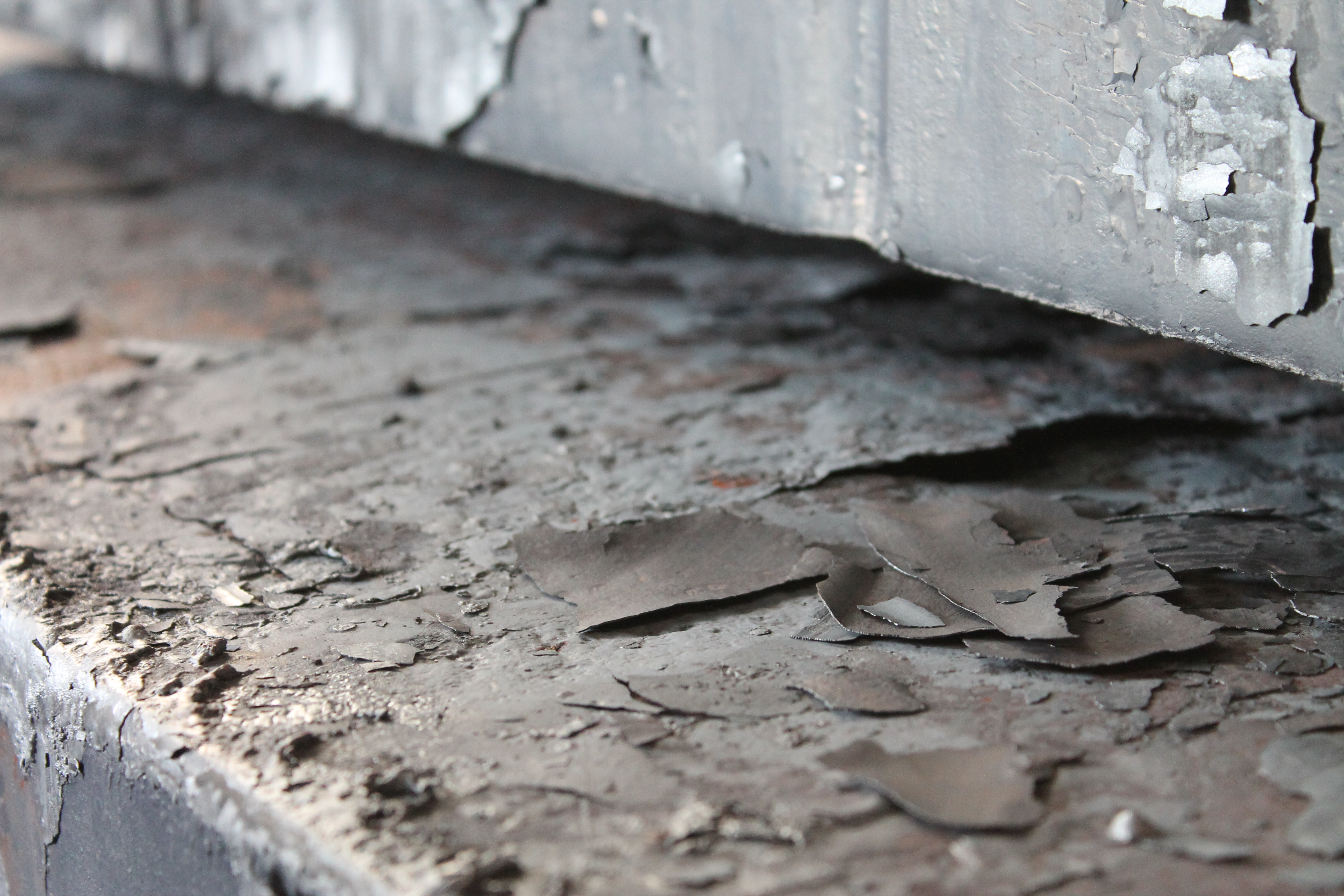
Окалина на поверхности сляба

Ока́лина — смесь оксидов, образующихся прямым действием кислорода при накаливании на воздухе металлов. Обычно термин применяется к окислам 
(оксидам) не всех металлов, а только железа и меди.
Железная окалина представляет собой смесь оксидов Fe3O4, FeO и Fe2O3, и состоит из двух слоев, легко отделяемых друг от друга. Внутренний слой пористый, черно-серого цвета, наружный плотный и с красноватым оттенком, оба слоя хрупки и обладают ферромагнитными свойствами. Состав железной окалины непостоянен и зависит от условий получения: при продолжительном накаливании на воздухе она постепенно переходит в Fe2O3, а последняя в белокалильном жару теряет часть кислорода, переходя в FeO. Обычно железная окалина состоит из 64—73 % FeO и 36—27 % Fe2O3, наружный слой содержит больше Fe2O3 — от 32 до 37 %, а самый внешний слой — даже до 53 %. На поверхности легированных сталей образуются сложные оксиды (NiO·Fe2O3, FeO·Cr2О3 и др.). При толщине до 40 нм слой окалины прозрачный, при толщине от 40 до 500 нм — окрашен в тот или иной цвет побежалости, при толщине свыше 500 нм окалина имеет постоянную окраску, зависящую от химического состава.
Медная окалина, представляющая собой хрупкую, чёрно-серого цвета массу, состоит из окислов меди Cu2O (около 75 %) CuO (около 25 %). Так же, как у железной окалины, состав её непостоянен и может колебаться в зависимости от температуры и избытка кислорода при получении. Во внутренних слоях преобладает Cu2O, в наружных — CuO. При красном калении и при достаточном количестве кислорода Cu2O окисляется до CuO, поэтому в этих условиях медная окалина будет состоять главным образом из CuO, а при температурах выше 1100 °С, вследствие разложения CuO на Cu2O и кислород, в медной окалине будет преобладать Cu2O.

## Применение
- Окалина содержит до 75 % металла и является ценным сырьём в металлургическом производстве.
- Медная окалина используется при очистке медных сплавов от алюминия.
- Преднамеренное покрытие стальных и чугунных изделий тонким слоем (1—10 мкм) железной окалины  — воронение — применяется в декоративных целях.

## Цена
На больших металлургических предприятиях железная окалина является многотоннажным побочным продуктом. Содержит до 75 % железа. Её состав стандартизован (например, «Окалина прокатного производства ГОСТ 27А 2787-75») и продаётся по цене ~50 $/т.